# 数理形態学
数理形態学（すうりけいたいがく、英: mathematical morphology、MM）は、集合論、格子理論、位相幾何学、確率論に基づく幾何構造の分析や処理を行う分野である。数理形態学はデジタル画像処理などに応用される。
ある画像の中から、領域の寸法、形状、連結性、測地距離などを計算することができる。
| サブスタブ | この項目は、まだ閲覧者の調べものの参照としては役立たない、書きかけの項目です。この項目を加筆・訂正などしてくださる協力者を求めています。このテンプレートは分野別のサブスタブテンプレートやスタブテンプレート（Wikipedia:分野別のスタブテンプレート参照）に変更することが望まれています。 |